# Стабільне місто
Стале місто, або стійке місто, або екологічно чисте місто, або еко-місто — це місто, спроектоване з урахуванням впливу на довкілля, заселене людьми, які прагнуть оптимізувати використання енергії, води, продуктів харчування та відходів, а також виключити нерозумне вивільнення теплової енергії, забруднення повітря вуглекислим газом і метаном,  забруднення води та ґрунтів.
На сьогодні все ще не існує узгодженого визначення для того, яким стабільне місто має бути, або повністю узгодженої парадигми компонентів включених до концепції. Загалом, експерти сходяться на думці, що стабільне місто має задовольняти потреби нинішнього покоління без зменшення можливостей для задоволення власних потреб майбутніми поколіннями.
Стійке місто має відповідати критеріям самозабезпечення з мінімальною залежністю від довкілля, а енергію виробляти за допомогою поновлюваних джерел. Складність ідеї полягає в тому, щоб залишити мінімально можливий екологічний слід та мінімізувати потенційне забруднення. Для цього потрібно ефективно використовувати землю, компостувати залишки використовуваних матеріалів, переробляти відходи або перетворювати їх в енергію. За умов дотримання визначеної тактики, загальний внесок міста у кліматичні зміни буде мінімальним.
Підраховано, що близько 50 % населення планети живе в містах і міських поселеннях. Ці великі спільноти створюють як проблеми, так і хороші можливості для екологічно спрямованих дій. Для того, щоб зробити місто більш стабільним, проектування та експлуатація будівель, а також спосіб життя і свідомість жителів мають бути повернені у бік стабільного мислення.

## Способи досягнення
Екологічні міста формуються шляхом застосування різних методів. До них відносять:
- Створення різних сільськогосподарських структур, ділянок в межах міста (в центрі або передмістях). Це скорочує шлях продуктів харчування від поля до столу. На практиці можна створювати або малі приватні землеробські ділянки, або більш масштабні виробництва, наприклад, вертикальні сільськогосподарські будівлі типу «агрохмарочосів» (Вертикальне сільське господарство)
- Використання відновлюваних джерел енергії: вітрогенераторів, сонячних батарей або біогазу, створеного із стічних вод. Масштаби міста можуть забезпечити економічну доцільність і життєздатність таких джерел енергії.
- Використання методів зниження необхідності кондиціонування повітря, які провокують великий попит на енергію, такі як посадка дерев і кольорове освітлення поверхні, застосування природних систем вентиляції, збільшення водних об'єктів та зелених зон до рівня не менше 20 % від площі міста. Ці заходи спрямовані також на боротьбу з «ефектом теплового острова», викликаного великою кількістю бетону і асфальту, які роблять міські райони на кілька градусів тепліше, ніж навколишні сільські райони. Різниця досягає ввечері цілих шість градусів за Цельсієм.
- Покращення системи громадського транспорту і збільшення пішохідних зон для скорочення автомобільних вихлопів. Для цього необхідним є зовсім інший підхід до планування міста, з продуманою інтеграцією ділових, промислових та житлових зон. Проектування автошляхів повинно попереджувати потенційні ускладнення руху.
- Проектування житлових кварталів з урахуванням оптимальної щільності забудови, щоб зробити громадський транспорт життєздатним, але уникнути створення міських островів тепла.
- Зменшення розростання міст, пошук нових шляхів, що дозволять людям жити ближче до місця роботи. Одним з нових підходів до вирішення цієї проблеми є пропозиції, що базуються на теорії розумного зростання.
- Озеленення дахів — передбачає повне або часткове засадження дахів будинків живими рослинами. Такі дахи поглинають дощову воду, знижуючи навантаження на каналізаційні системи, забезпечує захист від шуму, холоду та перегрівання влітку, знижуючи витрати на кондиціонування та опалення. Окрім того, зелені дахи є прикрасою міста та місцем проживання деяких представників міської фауни.
- Транспорт з нульовим рівнем викидів (Водневе авто, Електромобіль)
- Активний будинок (будинок з позитивним енергобалансом, будинок за стандартом енергія плюс) — будівля, яка завдяки сучасним технологіям продукує більше енергії, ніж необхідно для забезпечення власних потреб. Загально річне сальдо енергокористування будинку є додатним.
- Стійкі міські дренажні системи
- Енергозберігаючі системи / пристрої
- Ксероландшафтинг — садове і ландшафтне проектування зі збереженням чистої води та мінімізацією потреб у воді для поливу.

## Архітектура
Будівлі забезпечують інфраструктуру для функціонування міста та надають багато можливостей для демонстрації підтримки ідеї сталого розвитку. Така прихильність сталому розвитку в архітектурі передбачається на всіх етапах життєвого циклу будівлі — проектування, будівництво і перебудова. До архітектурних засобів прояву такої прихильності відносять наступні категорії.

### Еко-промисловий парк
Метою еко-промислового парку є залучення фірм і організацій до співпраці, щоб зменшити їх вплив на довкілля при одночасному підвищенні їх економічної ефективності. Співтовариство підприємств досягає цієї мети в рамках співробітництва в галузі управління довкіллям і ресурсами, як енергія, вода і матеріали. До компонентів для побудови еко-індустріального парку включають природні комплекси більш ефективного використання енергії. Промислові парки повинні бути побудовані, щоб вписатися в природні умови з метою зниження негативного впливу на довкілля, яке може бути досягнуто через попереднє проектування, озеленення, і вибір матеріалів. Наприклад, в штаті Мічиган існує екологічний парк, який зроблений майже повністю з перероблених матеріалів.

### Міське фермерство
Міське фермерство це процес вирощування і розподілу продуктів харчування, а також вирощування тварин на території міста та прилеглих землях. Категорію міського фермерства відрізняють від сільського господарства, тому що вона інтегрована в міську економічну та екологічну системи. Такі зв'язки включають в себе використання міських жителів як робітників, використання типових міських ресурсів (наприклад, органічних відходів та міських стічних вод для зрошення), прямих зв'язків з міськими споживачами, прямий вплив на міську екологію (позитивний і негативний), тощо. В контексті створення стійкої міста, цей метод вирощування їжі економить енергію на транспортування їжі та економить витрати.

### Щільність проживання
У багатьох містах на сьогодні проходить перехід від приміської моделі розростання до повернення до міського щільного заселення. Цей зсув у географічному розподілі населення призводить до утворення більш щільного ядра жителів міста. Ці жителі забезпечують зростаючий попит у багатьох галузях, що знаходить своє відображення в архітектурній структурі міста. Ця нова потреба може задовольнятись новим будівництвом або історичними відбудовами та реконструкціями. Більш щільне заселення не тільки викликає економію масштабу, але і підвищує ефективність інфраструктури.

### Окремі будівлі
LEED, або Лідерство в енергетичному та екологічному проектуванні, є міжнародно визнаною системою сертифікації зеленого будівництва. LEED надає будівлі статус екологічно раціонального проектування шляхом визначення наявності передового досвіду у ключових областях: підвищення ефективності водокористування, користування енергетики та атмосфери, матеріалів і ресурсів, якості внутрішнього середовища, підвищення обізнаності та освіти, інновації в галузі дизайну. Для того щоб будівля стала LEED сертифікованою принципи екологічної стійкості повинні бути пріоритетним в проектуванні, будівництві та експлуатації.

## Транспортна система
Як основний акцент розвитку сталого міста, транспорт намагається знизити залежність міста від використання парникових газів за рахунок використання екологічно чистого міського планування, транспортних засобів низького екологічного впливу, а також житлової близькості до міського центру. У зв'язку з тим, що на сьогодні на транспортні системи припадає майже чверть світових енергетичних викидів вуглекислого газу, необхідність реформування даної сфери життя стає очевидною.

### Міста без машин
Концепція вільних від автомобілів міст або міст з великими пішохідними зонами часто є частиною дизайну стійких міст.

### Акцент на близькості
Створена на базі принципів екологічного міського планування, концепція міської близькості є важливим елементом нинішньої і майбутньої стійких транспортних систем. Відповідно до концепції, міста повинні бути побудованими відповідно до кількості населення, пам'ятаючи про щільність заселення, так що витрати часу на дорогу значно зменшуються. Скорочення часу в дорозі дозволяє зменшити витрати палива, а також зосереджує увагу на альтернативних засобах пересування, таких як велосипед та ходьба.

### Різноманітність видів транспорту
Система сталого транспортування передбачає використання різноманітних економічних транспортних засобів з метою зменшення викидів парникових газів та попитом на паливо. У зв'язку із зростанням вартості енергії, ця стратегія стала дуже важливою, оскільки зменшує залежність для жителів міст від коливань цін на пальне.

### Доступ до транспорту
З метою підтримання соціальної відповідальності властивої концепції сталого розвитку міст, реалізація сталого розвитку транспорту повинна включати доступ до транспорту для всіх рівнів суспільства. Для того, щоб зробити громадський транспорт більш зручним та таким, що відповідає концепції сталого транспорту, вартість поїздки повинна бути доступною і станції повинні бути розташовані не більш ніж у пішохідній відстані у кожному районі міста. Така система людям шукати можливості працевлаштування у всіх районах міста, що в свою чергу знижує безробіття і ряд пов'язаних з ними соціальних проблем, таких як злочинність, вживання наркотиків і насильства.

## Приклади

### Австралія
- Мельбурн. Міська територія Морленда на півночі Мельбурну застосовує програму по перетворення на безвуглевецеву територію. Протягом останніх 10 років на всій території Мельбурну було здійснено ряд заходів для покращення громадського транспорту, створення зон руху без автомобілів та інших покращень для перетворення міста на стабільну зону.[7]

### Бразилія
Південні міста Порту-Алегрі та Куритиба вважаються прикладами стабільності в контексті місто розбудови.

### Канада
- Місто Калгарі було відзначено першим місцем у рейтингу «Топ Еко-місто» 2010 року за застосування на високому рівні системи переробки відходів, каналізаційної системи, систем забезпечення питною водою у поєднанні з низьким рівнем забруднення повітря.
- Місто Оттава також потравило до вищезазначеного рейтингу, посівши третє місце.

### Велика Британія
- Місто Сент-Дейвідс — найменше місто в Об'єднаному Королівстві, яке прагне стати без вуглецевим містом.
- Лестер — перше екологічне місто Великої Британії.[8][9]

### Німеччина
- Фрайбург відносять до «зелених» міст. Місто відоме ефективним застосуванням сонічної економіки. Район Ваубан є прикладом практичного застосування моделі стабільного міста — будинки будуються у розрахунку на низький рівень споживання енергії, а весь район спроектовано як безавтомобільний.

### Данія
Індустріальний парк Калуннборге наводиться як приклад моделі промислової екології.

### Індія
- В Індії ініційовано проект «Міжнародний Фінансовий Тек-Сити Гуджарат», який будує місто в індійському штаті Гуджарат. Місто займатиме територію у 200 гектарів та буда першим в світі повністю стабільним містом.
- Манімекапа — високотехнологічне екологічне місто в окрузі Карьякап. Планується, що місто складе територію у 500 гектарів та стане першим подібним містом у Південній Індії.

### Китайська Народна Республіка
- Китай співпрацює з урядом Сінгапуру, який надав інвестиції та технології для створення еко-міста в новому прибережному районі міста Тяньцзінь на півночі Китаю, названого «Еко-місто Сино-Сінгапур Тяньцзінь».[10]
- Ще один проект: еко-місто Донгтан на третьому за величиною острові Китаю в гирлі річки Янцзи недалеко від Шанхая. За проектом в місті планується розмістити 50 тисяч жителів до 2010 року, проте його розробник на даний час затримує будівництво.[11]
- Станом на квітень 2008 р., спільний проект еко-міста планується здійснити в окрузі Нанкін, в столиці провінції Цзянсу на річці Янцзи, на захід від Шанхаю.
- У міському окрузі Жічжао мають намір встановити сонячні водонагрівачі для домашніх господарств. Міністерство захисту довкілля Китаю вибрало Жічжао як модель еко-міста для Китаю.[11]

### Корея
- Міжнародний бізнес-округ Сондей — це заплановане місто в Кореї, яке включає в себе цілий ряд екологічно чистих характеристик, які включають центральний парк, зрошуваний морською водою, лінія метро, велосипедні доріжки, системи збору дощової води, пневматичні системи збору відходів. Окрім того, 75 % відходів, що утворюються в результаті будівництва міста, будуть перероблятися.[12]

### Росія
- Нове Ступіно — перший проект еко-міста в Росії.[13] [14] Проект розробляє російська компанія MR Group. «Нове Ступіно» — це перший в Росії повноцінний малоповерховий місто-супутник із доступним житлом, робочими місцями і розвиненою інфраструктурою на 55 000 осіб. Місто буде розташоване в 70 км від МКАД по трасі М4-Дон.[14]
- Окрім еко-міст, в Росії також проектуються еко-поселення і еко-будинки. Прикладами таких поселень можна назвати Нево-Ековіль в республіці Карелія, Кітеж в Калузькій області і Тиберкуль в Красноярському краї.[15]

### Сполучені Штати Америки
- Аркозанті, Аризона
- Острів скарбів, Сан-Франциско: ще один проект, який має на меті створення невеликого еко-міста.
- Койот-Спрінгс, Невада: найбільше заплановане місто в США.
- Бабкок Ранч, Флорида: проект міста, що живиться сонячною енергією
- Дуглас-Ранч в Бакая, Аризона
- Меса-дель-Соль в Альбукерке, Нью-Мексико

### Франція
Було виділено 750 млн євро на проект будівництва 13 еко-міст. Особливі зелені зони повинні бути створені в таких містах як Бордо, Марсель, Гренобль, Ніцца і Страсбург.

### Україна
Сьогодні в Україні утворено більш ніж 4,7 тисяч офіційних полігонів захоронення побутового сміття. Побутове і промислове сміття вже покриває більш 3 % території країни і має стійку тенденцію розростання. У рамках реалізації Національного проекту «Чисте місто» планується створення 10-ти пілотних міст, де будуть будуватися сміттєпереробні заводи. У Києві планується створення 4-х таких підприємств, кожний потужністю переробки по 300 тис. т на рік.

## Перспективні технології

### Відновлювані джерела енергії
Одним із наріжних каменів сталого розвитку міст є впровадження відновлюваних джерел енергії.
Технології сонячної, вітрової, гідроенергетики, водневої та геотермальної енергії швидко розвиваються, забезпечуючи чисту та надлишкову енергію міським районам. Сонячні фотоелектричні (PV) системи на дахах і фасадах, вітрові турбіни в міських просторах і мікрогідроелектростанції на водних шляхах – це лише деякі приклади того, як міста використовують відновлювану енергію для зменшення викидів парникових газів і пом’якшення кліматичних змін.

### Розумні мережі та зберігання енергії
Інтелектуальні електромережі, відомі як розумні мережі, забезпечують ефективний розподіл енергії та керування нею. Ці мережі об’єднують відновлювані джерела енергії, системи зберігання та механізми реагування на попит, оптимізуючи споживання електроенергії та зменшуючи втрати. Технології накопичення енергії, такі як вдосконалені батареї та маховичні накопичувачі енергії, доповнюють розумні мережі, накопичуючи надлишок енергії для використання в періоди пікового попиту або коли відновлювані джерела недоступні.

### Дизайн і матеріали екологічного будівництва
Сталі міста віддають перевагу практикам екологічного будівництва для будівництва екологічно чистих та енергоефективних структур. Будинки, розроблені з використанням пасивних технологій охолодження та опалення, оптимізоване природне освітлення та використання енергоефективних матеріалів, значно зменшують споживання енергії. Крім того, зелені дахи та вертикальні сади покращують міське біорізноманіття, покращують якість повітря та пом’якшують ефект міського теплового острова.

### Інтелектуальні транспортні системи
Ефективні транспортні системи мають вирішальне значення для сталого міського життя. Інтелектуальні транспортні технології, зокрема електромобілі, автономні транспортні засоби та системи громадського транспорту, змінюють міську мобільність. Електробуси (зокрема, з безконтактною зарядкою) та зарядні станції для електромобілів зменшують забруднення повітря та сприяють сталому розвитку.

### Утилізація та переробка відходів
У стійких містах відходи вважаються ресурсом, а не тягарем. Сучасні системи управління відходами, такі як сміттєпереробні заводи і анаеробні реактори, перетворюють органічні відходи й харчові відходи на біогаз або електроенергію. Інноваційні методи переробки та перетворення відходів в енергію, зокрема, в біопаливо, ще більше зменшують кількість відходів на звалищах, зберігають ресурси та підтримують циркулярну економіку.

### Водогосподарські технології
Дефіцит води та забруднення вод, зокрема грунтових, є серйозними проблемами для міських територій. Сталі міста впроваджують передові технології управління водними ресурсами, такі як збір дощової води, переробка сірої води, обробка стічних вод та водоефективні системи зрошення. Інтелектуальні лічильники води та системи виявлення витоків оптимізують використання води та зменшують витрати, забезпечуючи більш стале та стабільне водопостачання.

### Інтернет речей (IoT) для міської оптимізації
Інтернет речей (IoT) з’єднує пристрої та датчики по всьому місту, надаючи дані в реальному часі про різні аспекти міського життя. IoT дозволяє використовувати рішення для розумних міст, включаючи розумне освітлення, водопостачання та зрошення, розумне управління відходами та інтелектуальне керування міським трафіком. Ці керовані даними підходи оптимізують розподіл ресурсів, покращують громадські послуги та покращують загальну ефективність міста.

### Вертикальне землеробство та міське сільське господарство
Щоб сприяти продовольчій безпеці та зменшити екологічний слід виробництва продуктів харчування, стійкі міста використовують вертикальне землеробство та міське сільське господарство. Вертикальні ферми використовують гідропоніку або аеропоніку, максимізуючи простір і мінімізуючи споживання води. Міські сільськогосподарські ініціативи, такі як громадські сади та ферми на дахах, сприяють місцевому виробництву продуктів харчування та зміцнюють зв’язки між громадами. (див. також Пермакультура, Соларпанк)

## Додаткова література

### Книги
- Серія книг Sustainable Cities Research Series (Routledge, 2018-2023+)
- Серія книг Routledge Equity, Justice and the Sustainable City (Routledge, 2014-2023+)
- Серія книг Urban Sustainability (Springer Nature, 2022-2023+)
- Schellnhuber Hans Joachim; Armillas Tiseyra Rocío (2023). Reconstructing the Future: Cities as Carbon Sinks. De Gruyter. ISBN 978-3-0356-2701-5.
- Arbizzani Eugenio; Cangelli Eliana та ін. (2023). Technological Imagination in the Green and Digital Transition. The Urban Book Series (англ.). Cham: Springer Nature. ISBN 978-3-031-29514-0.
- Zaheer Allam, Didier Chabaud, Catherine Gall, Florent Pratlong, Carlos Moreno (2022). Resilient and Sustainable Cities: Research, Policy and Practice. Elsevier. ISBN 9780323917186.

### Журнали
- Sustainable Cities and Society (Elsevier)
- Frontiers in Sustainable Cities (Frontiers)
- Sustainability (MDPI)
- Renewable and Sustainable Energy Reviews (Elsevier)
- Sustainable Development (John Wiley & Sons)
- International Journal of Sustainable Transportation (Taylor & Francis)
- Agroecology and Sustainable Food Systems (Taylor & Francis)
- Groundwater for Sustainable Development (Elsevier)
- Advanced Sustainable Systems (John Wiley & Sons)
- Sustainable Computing: Informatics and Systems (Elsevier)
- International Journal of Sustainable Engineering (Taylor & Francis)
- Materials for Renewable and Sustainable Energy (Springer Nature)
- Sustainable Water Resources Management (Springer Nature)
- Nature Sustainability (Springer Nature)